# Joseph Millson
Joseph Millson (Berkshire, 27 aprile 1974) è un attore e cantante britannico, noto soprattutto per aver ricoperto il ruolo di Raoul de Chagny nella produzione originale londinese del musical di Andrew Lloyd Webber Love Never Dies, per il quale è stato candidato ad un whatsonstage.com Theatregoers Choice Awards e ad un BroadwayWorld UK Awards per il miglior attore non protagonista.
Si è diplomato alla Rose Bruford College of Speech and Drama di Sidcup.

## Filmografia

### Cinema
- Casino Royale, regia di Martin Campbell (2006)
- Attacco al potere 3 - Angel Has Fallen (Angel Has Fallen), regia di Ric Roman Waugh (2019)
- Dragonheart: Vengeance, regia di Ivan Silvestrini (2020)
- Operazione vendetta (The Amateur), regia di Janes Hawes (2025)

### Televisione
- Peak Practice – serie TV, 23 episodi (1999-2001)
- EastEnders – serial TV, 2 puntate (2002)
- Holby City – serie TV, 32 episodi (2002-2013)
- ShakespeaRe-Told – miniserie TV, 1 puntata (2005)
- Talk to Me – serie TV, 4 episodi (2007)
- Le avventure di Sarah Jane – serie TV, 11 episodi (2007-2008)
- Ashes to Ashes – serie TV, episodio 2x02 (2009)
- Reunited, regia di Simon Delaney (2010)
- Campus – serie TV, 6 episodi (2011)
- The Last Kingdom – serie TV (2015-2022)
- Penny Dreadful – serie TV, episodio 1x05 (2015)
- Banished – miniserie TV, 7 puntate (2015)
- Catch-22 – miniserie TV, 2 puntate (2019)
- Moon Knight – miniserie TV, (2022)
- Hard Home, regia di James Bamford – film TV (2024)

## Teatro
- The Lifted Veil al Royal National Theatre (2004)
- I pilastri della società (The Pillars of Society) al Royal National Theatre (2004)
- Come vi piace (As You Like It) al Peter Hall Company (2003-2004)
- Molto rumore per nulla (Much Ado About Nothing) alla Royal Shakespeare Company (2006)
- Re Giovanni (King John) alla Royal Shakespeare Company (2006)
- Ogni bravo ragazzo merita un favore (Every Good Boy Deserves Favour) al Royal National Theatre (2009)
- Amleto (Hamlet) allo Stafford Castle Theatre (2009)
- Love Never Dies al Teatro Adelphi (2010)
- Rocket to the Moon al Royal National Theatre (2011)
- Macbeth al Shakespeare's Globe (2013)
- Mr. Foote's Other Leg allo Hampstead Theatre (2015)
- Apologia al Trafalgar Studios (2017)

## Doppiatori italiani
Nelle versioni in italiano delle opere in cui ha recitato, Joseph Millson è stato doppiato da:
- Andrea Lavagnino in Operazione vendetta